# Красний Камінь (Челябінська область)
Красний Камінь (рос. Красный Камень) — селище, підпорядковане місту Карабаш Челябінської області Російської Федерації.
Населення становить 50 осіб (2010).

## Історія
Згідно із законом від 26 серпня 2004 року органом місцевого самоврядування є Карабаський міський округ.

## Населення
| 2002 | 2010 |
| ---- | ---- |
| 110  | ↘50  |